# سامر سعيد
سامر سعيد مجبل المعموري، لاعب كرة قدم عراقي، من مواليد 13 ابريل 1985 في العراق.
لعب مع نادي الأهلي طرابلس في ليبيا بداية من منتصف موسم 2005ـ2006 تحت رقم 17.
وهو لاعب منتخب العراق الأولمبي لكرة القدم منذ سنة 2006 ويحمل الرقم 8.
انتقل في موسم 2009 / 2010 إلى الدوري القطري حيث وقع عقد للعب مع فريق الشمال وعاد إلى الأهلي بطرابلس في موسم 2010- 2011.

## روابط خارجية
- سامر سعيد على موقع الاتحاد الدولي (مؤرشف)  (الإنجليزية)
- سامر سعيد على موقع قاعدة بيانات كرة القدم.إي يو (الإنجليزية)
- سامر سعيد على موقع ناشيونال فوتبول تيمز (الإنجليزية)
- سامر سعيد على موقع كووورة